# Arnold Wycombe Gomme
Arnold Wycombe Gomme (16 novembre 1886 – 17 gennaio 1959) è stato un filologo classico e storico britannico, docente di storia greca e lingua greca antica (1911-1945), professore di greco antico all'Università di Glasgow (1946-1957) e membro della British Academy (1947).

## Biografia
Nacque da Laurence e Alice Gomme, noti esperti di folclore. Studiò alla Merchant Taylor's School e al Trinity College di Cambridge. Nel 1911 divenne assistente di lingua greca e storia greca all'Università di Glasgow. Nel 1946 divenne professore di greco antico nella stessa università.
Nell'ottobre 1914 fu incaricato nel Corpo degli interpreti. Dal novembre 1914 al novembre 1915 prestò servizio con l'8ª divisione della British Expeditionary Force (BEF) in Francia. Nel giugno 1915 fu trasferito al Corpo di servizio dell'esercito sempre in Francia. Dal novembre 1915 all'ottobre 1916 fu capo dell'intelligence politica ed economica dell'MI-1c a Salonicco, in Grecia. Fu dimesso dall'esercito e dal marzo 1917 al gennaio 1918 lavorò per l'Ammiragliato.
Nel 1917 sposò Phyllis Emmerson. Era il padre di Andor Gomme, professore di letteratura inglese e storia dell'architettura alla Keele University.
La sua opera principale fu il suo commento alla Storia della guerra del Peloponneso, la famosa opera dello storico ateniese Tucidide. Il primo volume venne pubblicato nel 1945. Il furto di una valigia ritardò al 1956 i due volumi seguenti. Alla sua morte, l'opera rimase incompiuta (aveva lasciato appunti per il libro 5). A. Andrewes e Kenneth Dover scrissero poi i volumi finali.
Ernst Badian ha criticato il Commento di Gomme perché pensava che i numerosi discorsi nell'opera di Tucidide fossero riproduzioni letterali di ciò che era stato detto, mentre il consenso accademico è quello di considerare i discorsi come invenzioni.

## Pubblicazioni
- The Population of Athens in the Fifth and Fourth Centuries B.C. (Glasgow University Publications; XXVIII). Oxford: Blackwell, 1933.
- Essays in Greek History and Literature. Oxford: Basil Blackwell, 1937.
- Greece. Oxford: Oxford University Press, 1945.
- A Historical Commentary on Thucydides.
  - Vol. I: Introduction and Commentary on Book I. Oxford: Clarendon Press; Toronto: Oxford University Press, 1945.
  - Vols. II–III: The Ten Years' War (Books II–III and Books IV–V). Oxford: Clarendon Press; Toronto: Oxford University Press, 1956.
  - Vol. IV: Books V.25–VII (with A. Andrewes and K.J. Dover). Oxford: Clarendon Press, 1970.
  - Vol. V: Book VIII (with A. Andrewes and K.J. Dover). Oxford: Clarendon Press, 1981.
- The Greek Attitude to Poetry and History (Sather Classical Lectures; XXVII). Berkeley; Los Angeles: University of California Press, 1954.
- More Essays in Greek History and Literature, edited by David A. Campbell. Oxford: Blackwell, 1962.